# Dino Urbani
Dino Urbani (Livorno, 8 marzo 1882 – Varese, 9 maggio 1958) è stato uno schermidore italiano, specializzato nella spada e nella sciabola. Ha vinto due medaglie d'oro nella scherma ai Giochi olimpici.
Atleta del Circolo Scherma Fides di Livorno, fondato e guidato del grande Maestro d'armi Giuseppe Nadi, Dino Urbani ha partecipato nel 1920 ai Giochi della VII Olimpiade di Anversa conquistando due medaglie d'oro: nella gara di sciabola a squadre e in quella di spada a squadre.

## Palmarès

### Risultati élite
In carriera ha ottenuto i seguenti risultati:
Giochi olimpici
Individuale
A squadre
- Oro nella spada ad Anversa 1920
- Oro nella sciabola ad Anversa 1920